# 夏威夷州教育部

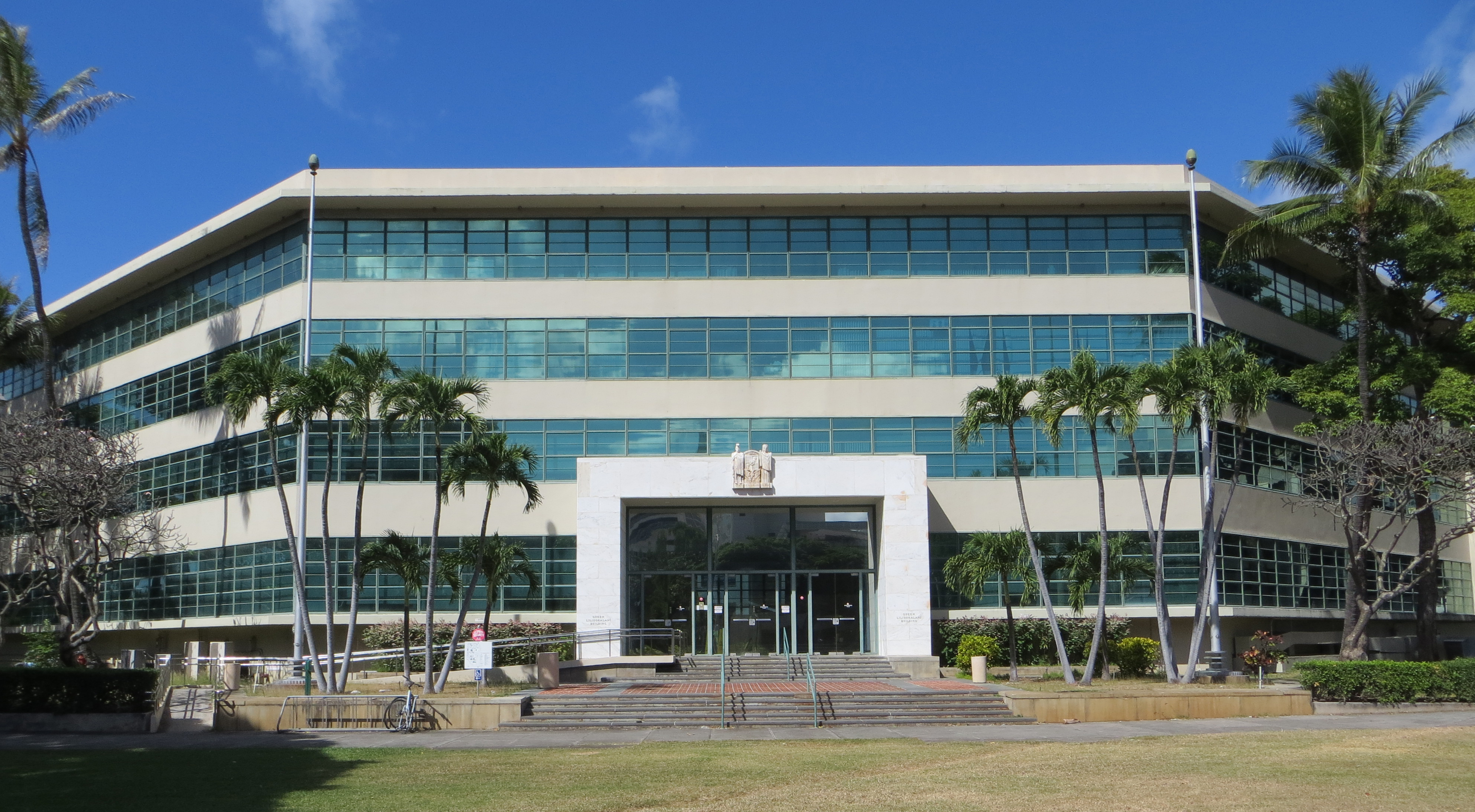
利留卡拉尼女王大廈（Queen Lilioukani Building）, 夏威夷州教育部总部

夏威夷州教育部（Hawaii Department of Education）是夏威夷州的教育部，同时也指该教育部所管辖的、包含整个夏威夷州的单一学区，总部在檀香山的利留卡拉尼女王大廈。 1840年10月15号卡美哈梅哈三世创造夏威夷王国教育部。 夏威夷州教育部是美国密西西比河以西最早成立的学区。